# (18780) Kuncham
(18780) Kuncham est un astéroïde de la ceinture principale d'astéroïdes.

## Description
(18780) Kuncham est un astéroïde de la ceinture principale d'astéroïdes. Il fut découvert le 10 mai 1999 à Socorro (Nouveau-Mexique) par le projet LINEAR. Il présente une orbite caractérisée par un demi-grand axe de 2,23 UA, une excentricité de 0,13 et une inclinaison de 4,3° par rapport à l'écliptique.

## Compléments